# Amerikaanse kastanje
De Amerikaanse kastanje (Castanea dentata) is een grote bladverliezende loofboom uit de napjesdragersfamilie (Fagaceae), die inheems is in het oosten van Noord-Amerika. De Amerikaanse kastanje was een van de belangrijkste bomen in zijn verspreidingsgebied en werd beschouwd als de mooiste kastanjeboom ter wereld.
De soort is vrijwel volledig uitgeroeid door de kastanjekanker, een schimmelziekte die meekwam met Chinese kastanjebomen die vanuit Oost-Azië in Noord-Amerika werden geïmporteerd. Er wordt geschat dat tussen de 3 en 4 miljard Amerikaanse kastanjebomen ten prooi vielen aan de schimmelinfectie na de eerste ontdekking van de ziekte in Noord-Amerika in 1904.